# Entada hockii
Entada hockii är en ärtväxtart som beskrevs av De Wild. Entada hockii ingår i släktet Entada och familjen ärtväxter. Inga underarter finns listade i Catalogue of Life.